# リンデンフラハト市場
リンデンフラハト市場またはリンデンフラハト・マルクト（Lindengracht markt）はオランダのアムステルダム市 中央区（Centrum）のリンデンフラハト通り（Lindengracht）で行われる露天市場のこと。

## 概要
露天市場は土曜日の朝9時ごろから夕方16時ごろまで開かれ、この間は完全に歩行者専用道路となる。野菜や果物といった食料品、衣料品や雑貨など日用品、自転車部品やジャンク家電品などを扱う店が主に出展している。露天が出ているリンデンフラハト通りの延長距離は、約500mである。

## 歴史
リンデンフラハト（Linden-gracht）とはオランダ語で「リンデン（菩提樹）運河」という意味で、1610年に開削された運河の事である。この運河は19世紀に埋め立てられ、現在のリンデンフラハト通りとなった。
露天市場は1910年にアムステルダム市当局によって開設された。この時同時に開設された市場にはアルバート・カイプ市場、ダッペル市場、テン・カテ市場などがある。

## 交通アクセス
- オランダ鉄道 アムステルダム中央駅より西へ約1km
- トラム3系統 Nieuwe Willemsstraat停留所より南へ300m

## 近隣施設
- 北教会（Noorderkerk）
- 北市場（Noordermarkt：毎週月曜日に北教会前の広場で開かれる露天市場）
- オランダ西インド会社本社跡（West-Indisch Huis）
- アンネ・フランクの家
- プリンセン運河